# Hasenfelde
Hasenfelde – dzielnica gminy Steinhoefel, w powiecie Oder-Spree, w kraju związkowym Brandenburgia, w Niemczech. W 2011 roku liczyła 318 mieszkańców. Znajduje się tu budynek dawnej stacji kolejowej na linii Fürstenwalde/Spree-Wriezen.